# Juan López Fontana
Juan López Fontana (Montevideo, 15 marzo 1908 – Montevideo, 4 ottobre 1983) è stato un allenatore di calcio uruguaiano.
I tifosi uruguaiani lo ricordano per essere stato l'ultimo tecnico a vincere la Coppa del Mondo nel 1950, quando la sua squadra sconfisse a sorpresa il Brasile, nazione ospitante e grande favorita per la vittoria finale.

## Carriera
Oltre alle nazionali dell'Uruguay e dell'Ecuador, ha allenato il Penarol con il quale ha vinto 2 campionati.
Con l'Uruguay ha disputato 2 Mondiali, quello del 1950 vincendolo e quello del 1954 in Svizzera, concluso al quarto posto. 
Ha inoltre preso parte a 3 edizioni della Copa América, arrivando in tutte le occasioni al terzo posto.

## Palmarès

### Allenatore
- Campionato mondiale: 1

Uruguay: Brasile 1950
- Campionato uruguaiano: 2

Penarol: 1953, 1954